# Flavio Oreste
Flavio Oreste (in latino: Flavius Orestes; Pannonia Savia, ... – Piacenza, 28 agosto 476) è stato un generale e politico romano, padre dell'imperatore Romolo Augusto, che dominò di fatto l'Impero Romano d'Occidente dal 475 al 476.
Fu l'ultimo generale romano a tentare di salvare l'impero, ormai prossimo al collasso.

## Biografia
Oreste era un romano della Pannonia Savia, e viveva nei pressi del fiume Sava. Era figlio di Tatulo e fratello di Paolo; sua moglie era la figlia del comes Romolo ed ebbe un figlio di nome Romolo.
Dopo la cessione della Pannonia agli Unni, Oreste servì come notaio il loro re Attila dal 449 al 452. Nel 449, dopo la scoperta di un complotto per uccidere il sovrano unno, Attila inviò Oreste per due volte a Costantinopoli.
Nel 475 fu nominato magister militum praesentalis (e forse patricius) dall'imperatore d'Occidente Giulio Nepote e posto al comando delle truppe romane in Gallia meridionale, al posto di Ecdicio Avito. Come generale romano di un impero prossimo alla fine il suo sogno fu quello di riportarlo all'antica grandezza. Oreste partì con le truppe da Roma e attaccò Nepote, inseguendolo fino a Ravenna; qui l'imperatore, temendo di non poter tenere testa a Oreste, si imbarcò per la Dalmazia (28 agosto); dopo aver atteso per un paio di mesi, forse in attesa di una risposta dall'Impero romano d'Oriente, il 31 ottobre Oreste proclamò imperatore il giovane figlio quattordicenne Romolo Augusto. Fu comunque Oreste a detenere il potere effettivo con il titolo di patrizio, supervisionando direttamente la politica estera dell'impero.
La nuova amministrazione non fu riconosciuta dall'imperatore d'oriente Zenone, il quale considerava ancora Giulio Nepote come suo legittimo collaboratore nell'amministrazione dell'Impero. Oreste era in grado di emettere nuova moneta nelle zecche di Arles, Milano, Ravenna e Roma, per pagare i mercenari barbari che costituivano la maggior parte dell'esercito romano in quel momento. Tuttavia, Oreste non accettò le richieste dei mercenari Eruli, Sciri e Torcilingi di ottenere terre italiane nelle quali stabilirsi. Prima di rovesciare Nepote, il generale romano aveva promesso ai suoi soldati barbari un terzo del territorio italiano in cambio di aiuto per la deposizione dell'imperatore. Dopo il rifiuto di Oreste, i mercenari insoddisfatti si rivoltarono sotto il comando di Odoacre che nominarono anche loro re, il 23 agosto 476. Odoacre li guidò contro il loro ex generale, devastando ogni città e villaggio nel nord Italia cercando di catturarlo. Oreste fuggì a Pavia, dove il vescovo della città gli diede alloggio in un santuario all'interno delle mura della città. Nonostante la protezione ricevuta dal vescovo, Oreste fu costretto a fuggire per salvarsi la vita quando Odoacre e i suoi uomini ruppero le difese della città e devastarono la chiesa, rubando tutti i soldi che il vescovo aveva raccolto per i poveri e radendo al suolo molti  edifici cittadini. Dopo essere fuggito da Pavia, Oreste radunò le poche unità romane superstiti dell'esercito di stanza nel nord Italia e si portò con il suo piccolo esercito nella città di Piacenza. Le forze di Odoacre e Oreste si scontrarono finalmente sul campo di battaglia, ma l'inesperto comandante romano e le sue poche truppe imperiali, disorganizzate e poco addestrate, non avevano alcuna possibilità contro la ferocia dell'esercito mercenario di Odoacre. La maggior parte dei soldati romani fu uccisa o catturata, mentre Oreste fu preso vicino alla città il 28 agosto e rapidamente giustiziato. Ad Odoacre non restava che marciare verso Ravenna per deporre il piccolo imperatore. Ravenna era difesa dalle truppe del fratello Paolo, ma in poche settimane, Odoacre la espugnò e uccise Paolo (31 agosto o 4 settembre); deponendo infine il giovanissimo Romolo, mettendo fine alla successione degli imperatori romani d'Occidente.